# شاهدخت ساکاهیتو
شاهدخت ساکاهیتو (به ژاپنی: 酒人内親王, Sakahito Naishinnō); ۱ ژانویهٔ ۰۷۵۴ – ۲۵ سپتامبر ۰۸۲۹) یک شاهدخت، دختر امپراتور کونین اهل ژاپن بود.
گزارش شده است که مادرش شاهدخت اینوئه است - دختر امپراتور شومو، اما نظریه دیگری وجود دارد که مادرش تاکانو نو نیگاسا بود.
پس از اینکه پدرش به عنوان امپراتور ژاپن بر تخت نشست، شاهدخت ساکاهیتو در سال ۷۷۲ بیست و یکمین سایوی معبد بزرگ ایسه شد، در حالی که پرنسس اینو و شاهزاده اوسابه - پسر شاهزاده خانم اینوئه و برادر کوچکتر شاهزاده ساکاهیتو - در سال ۷۷۳ محبوس بودند.
پس از مرگ پرنسس اینوئه و شاهزاده اوسابه در سال ۷۷۵، پرنسس ساکاهیتو با برادر ناتنی بزرگترش شاهزاده یامابه که مادرش تاکانو نو نیگاسا بود ازدواج کرد. شاهزاده یامابه بعداً امپراتور کانمو شد. یک گزارش ادعا می‌کند که امپراتور کونین تلاش کرد تا او را ملکه حاکم سلطنت کند اما شکست خورد.